# Blåvingad parakit
Blåvingad parakit (Neophema chrysostoma) är en fågel i familjen östpapegojor inom ordningen papegojfåglar.

## Utbredning och systematik
Fågeln förekommer i sydöstra Australien och Tasmanien. Den behandlas som monotypisk, det vill säga att den inte delas in i några underarter.

## Status
IUCN kategoriserar arten som sårbar.

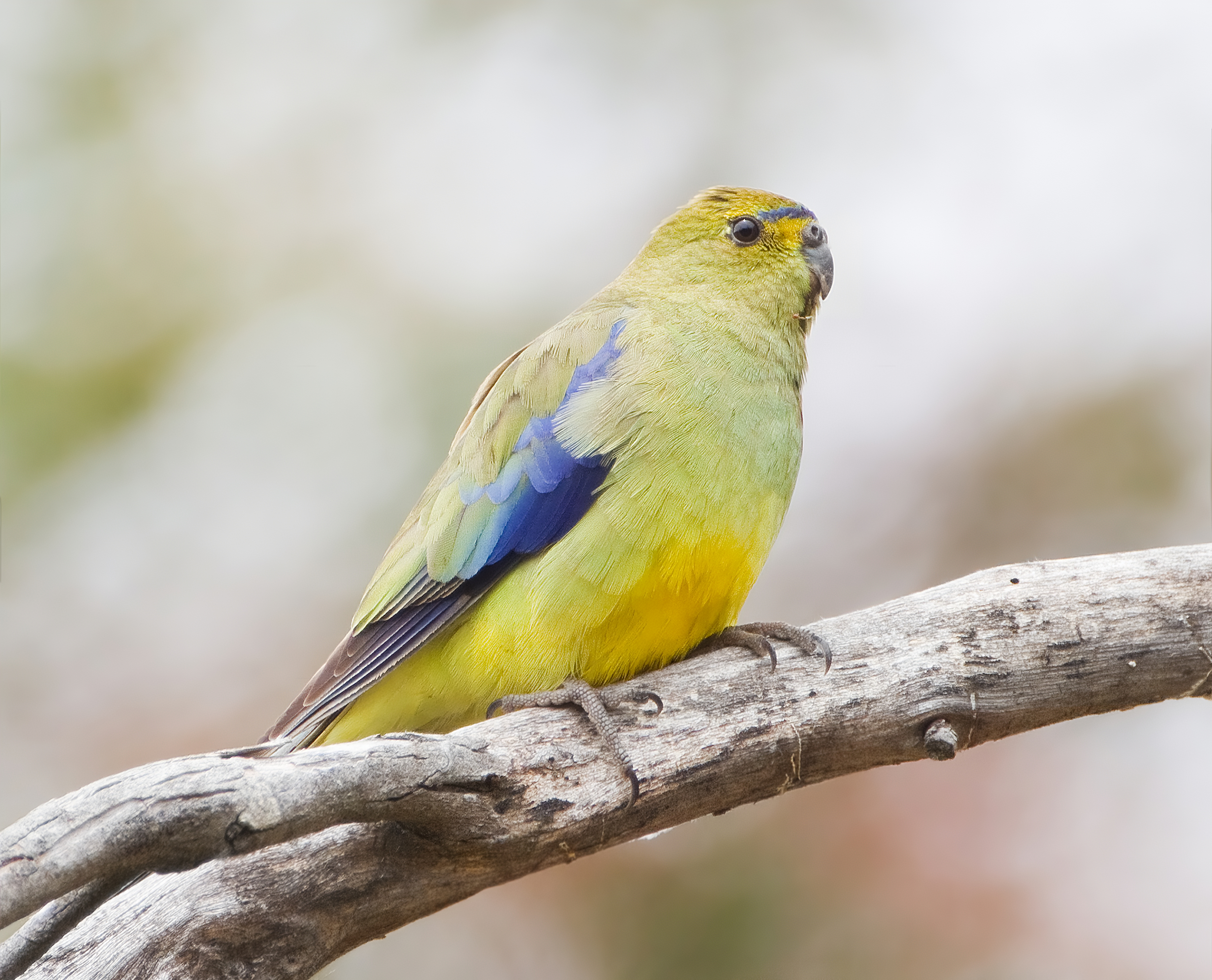